# Pop rock
Pop rock glasbena zvrst se je pojavila v osemdesetih letih, saj so v sedemdesetih bolj ločevali glasbo na pop ali rock. Vsebuje elemente obeh zvrsti: od popa spevne refrene, od rocka zvok kitare in solistične vložke. Nekakšna predzgodovina ali pionirji te zvrsti sta vsekakor skupini ABBA in The Beatles. 
V Sloveniji se je predvsem v osemdesetih, pa tudi v devetdesetih letih veliko izvajalcev opredelilo za to zvrst, saj so z etiketo pop rock glasbeni ustvarjalci mnenja, da bodo ugajali najširšim množicam. Tipična slovenska pop rock skupina je Pop Design.
Pop rock je izredna široka glasbena opredelitev in ločimo ogromno podzvrsti – vsem pa je enotna ena in edina pot: komercialni uspeh. Ta zvrst pobira drobce iz drugih stilov in jih žanrsko prilagojene vstavlja v svojo strukturo, da na takšen način najbolje služi osnovnemu namenu. Pop rock skladbe imajo po navadi zelo prepoznavne uvode, katerih cilj je ta, da pritegnejo radijskega poslušalca k poslušanju cele skladbe. To je miselnost slehernega pop producenta. Druga pomembna lastnost je refren, ki mora biti grajen na čim manj akordih, a mora imeti čim bolj poslušljivo melodično linijo, ki si jo potencialni kupec/poslušalec zapomni že ob prvem poslušanju. 
Standardna struktura pop rock skladbe je: uvod - dve kitici - refren - solo (melodična kitica) - kitica - dva refrena. Nedolgo nazaj so se tovrstne skladbe skoraj praviloma končevale s fade outom (to je glasbeni strokovni izraz za postopno stiševanje skladbe, dokler ne nastopi tišina). Pri pop rocku gre za neštetokrat preigrane kombinacije akordov, zato je skoraj nemogoče definirati, kaj je plagiat in kaj podobnost, vse obstoječe je namreč že zdavnaj izčrpano.